# Campionato africano femminile di calcio 2004
Il campionato africano femminile di calcio 2004 è stata la sesta edizione della massima competizione calcistica per nazionali femminili organizzata dalla Confédération Africaine de Football (CAF). Si è disputato tra il 18 settembre e il 3 ottobre 2004 in Sudafrica. 
Il torneo è stato vinto per la sesta volta consecutiva dalla Nigeria, che in finale ha superato il Camerun per 5-0.

## Formato
Alla fase finale accedevano 8 squadre nazionali, delle quali il Sudafrica come ospite, mentre le altre 7 tramite le qualificazioni. La fase di qualificazione era organizzata su due fasi a eliminazione diretta; al turno preliminare hanno preso parte 6 squadre, mentre al turno finale alle tre vincitrici si sono aggiunte altre undici squadre, che si sono sfidate in partite di andata e ritorno per stabilire le sette squadre che avrebbero preso parte alla fase finale. Nella fase finale, invece, le otto squadre partecipanti erano suddivise in due gruppi da quattro, con partite di sola andata. Le prime due di ciascun raggruppamento si qualificavano per le semifinali, con le prime classificate a incontrare le seconde dell'altro gruppo.

## Qualificazioni

### Turno preliminare
| Squadra 1          | Totale | Squadra 2      | Andata | Ritorno |
| ------------------ | ------ | -------------- | ------ | ------- |
| Guinea Equatoriale | 2 - 4  | Rep. del Congo | 2 - 2  | 0 - 2   |
| Malawi             | [ 3 ]  | Uganda         | -      | -       |
| Tanzania           | 5 - 1  | Eritrea        | 4 - 0  | 1 - 1   |

### Primo turno
Il Mali si è qualificato come miglior perdente dopo che sia la RD del Congo che il Gabon, che avrebbero dovuto giocare l'uno contro l'altro, si sono ritirati.
| Squadra 1      | Totale | Squadra 2 | Andata | Ritorno |
| -------------- | ------ | --------- | ------ | ------- |
| Rep. del Congo | 0 - 2  | Camerun   | 0 - 2  | 0 - 0   |
| Malawi         | 0 - 9  | Etiopia   | 0 - 4  | 0 - 5   |
| Tanzania       | 0 - 7  | Zimbabwe  | 0 - 3  | 0 - 4   |
| Mali           | 2 - 3  | Algeria   | 2 - 2  | 0 - 1   |
| Guinea         | 0 - 22 | Ghana     | 0 - 13 | 0 - 9   |
| Senegal        | 3 - 12 | Nigeria   | 2 - 8  | 1 - 4   |
| RD del Congo   | [ 4 ]  | Gabon     | -      | -       |

## Squadre partecipanti
| Pr. | Squadra   | Partecipante in quanto                                         | Ultima presenza |
| --- | --------- | -------------------------------------------------------------- | --------------- |
| 1   | Sudafrica | Rappresentativa della nazione organizzatrice della fase finale | 2002            |
| 2   | Algeria   | Vincitrice della fase di qualificazione                        | Esordiente      |
| 3   | Ghana     | Vincitrice della fase di qualificazione                        | 2002            |
| 4   | Nigeria   | Vincitrice della fase di qualificazione                        | 2002            |
| 5   | Camerun   | Vincitrice della fase di qualificazione                        | 2002            |
| 6   | Etiopia   | Vincitrice della fase di qualificazione                        | 2002            |
| 7   | Zimbabwe  | Vincitrice della fase di qualificazione                        | 2002            |
| 8   | Mali      | Miglior perdente della fase di qualificazione                  | 2002            |

## Stadi
Il campionato venne ospitato da tre impianti in Sudafrica.
| Germiston Pretoria Johannesburg | Germiston         | Pretoria           | Johannesburg         |
| ------------------------------- | ----------------- | ------------------ | -------------------- |
| Germiston Pretoria Johannesburg | Germiston Stadium | Caledonian Stadium | Johannesburg Stadium |
| Germiston Pretoria Johannesburg | Capacità: 18 000  | Capacità: 7 512    | Capacità: 37 500     |
| Germiston Pretoria Johannesburg |                   |                    |                      |

## Fase finale

### Fase a gruppi

#### Gruppo A
| Pos. | Squadra   | Pt | G | V | N | P | GF | GS | DR |
| ---- | --------- | -- | - | - | - | - | -- | -- | -- |
| 1.   | Ghana     | 9  | 3 | 3 | 0 | 0 | 7  | 1  | +6 |
| 2.   | Etiopia   | 4  | 3 | 1 | 1 | 1 | 4  | 4  | 0  |
| 3.   | Zimbabwe  | 4  | 3 | 1 | 1 | 1 | 3  | 4  | -1 |
| 4.   | Sudafrica | 0  | 3 | 0 | 0 | 3 | 2  | 7  | -5 |

| Pretoria 18 settembre 2004                                            | Sudafrica | 0 – 3 referto                       | Ghana | Caledonian Stadium |
| \| \| \| \| \| \| Marcatori \| 36’ Anokyewaa 51’ Foriwa 89’ Asante \| |           |                                     |       |                    |
|                                                                       |           |                                     |       |                    |
|                                                                       | Marcatori | 36’ Anokyewaa 51’ Foriwa 89’ Asante |       |                    |

| Pretoria 18 settembre 2004                           | Zimbabwe  | 1 – 1 referto | Etiopia | Caledonian Stadium |
| \| \| \| \| \| Moyo 81’ \| Marcatori \| 48’ Addis \| |           |               |         |                    |
|                                                      |           |               |         |                    |
| Moyo 81’                                             | Marcatori | 48’ Addis     |         |                    |

| Pretoria 21 settembre 2004                                        | Ghana     | 2 – 1 referto | Etiopia | Caledonian Stadium |
| \| \| \| \| \| Amenuku 16’ Asante 90’ \| Marcatori \| 18’ Tutu \| |           |               |         |                    |
|                                                                   |           |               |         |                    |
| Amenuku 16’ Asante 90’                                            | Marcatori | 18’ Tutu      |         |                    |

| Pretoria 21 settembre 2004                                       | Zimbabwe  | 2 – 1 referto | Sudafrica | Caledonian Stadium |
| \| \| \| \| \| Moyo 30’ Nyaumwe 50’ \| Marcatori \| 4’ Modise \| |           |               |           |                    |
|                                                                  |           |               |           |                    |
| Moyo 30’ Nyaumwe 50’                                             | Marcatori | 4’ Modise     |           |                    |

| Pretoria 24 settembre 2004                                | Ghana     | 2 – 0 referto | Zimbabwe | Caledonian Stadium |
| \| \| \| \| \| Anokyewaa 18’ Bayor 25’ \| Marcatori \| \| |           |               |          |                    |
|                                                           |           |               |          |                    |
| Anokyewaa 18’ Bayor 25’                                   | Marcatori |               |          |                    |

| Germiston 24 settembre 2004                                          | Sudafrica | 1 – 2 referto            | Etiopia | Germiston Stadium |
| \| \| \| \| \| Phewa 24’ \| Marcatori \| 7’ Tutu 45’ Gebrekirstos \| |           |                          |         |                   |
|                                                                      |           |                          |         |                   |
| Phewa 24’                                                            | Marcatori | 7’ Tutu 45’ Gebrekirstos |         |                   |

#### Gruppo B
| Pos. | Squadra | Pt | G | V | N | P | GF | GS | DR |
| ---- | ------- | -- | - | - | - | - | -- | -- | -- |
| 1.   | Nigeria | 7  | 3 | 2 | 1 | 0 | 9  | 2  | +7 |
| 2.   | Camerun | 5  | 3 | 1 | 2 | 0 | 7  | 5  | +2 |
| 3.   | Algeria | 3  | 3 | 1 | 0 | 2 | 4  | 7  | -3 |
| 4.   | Mali    | 1  | 3 | 0 | 2 | 1 | 2  | 8  | -6 |

| Germiston 19 settembre 2004                                              | Nigeria   | 4 – 0 referto | Algeria | Germiston Stadium |
| \| \| \| \| \| Eze 42’ Ameh 50’ Nkwocha 70’ Okolo 75’ \| Marcatori \| \| |           |               |         |                   |
|                                                                          |           |               |         |                   |
| Eze 42’ Ameh 50’ Nkwocha 70’ Okolo 75’                                   | Marcatori |               |         |                   |

| Germiston 19 settembre 2004                                               | Camerun   | 2 – 2 referto        | Mali | Germiston Stadium |
| \| \| \| \| \| Mete 18’ Mbida 60’ \| Marcatori \| 29’ Diarra 34’ Keita \| |           |                      |      |                   |
|                                                                           |           |                      |      |                   |
| Mete 18’ Mbida 60’                                                        | Marcatori | 29’ Diarra 34’ Keita |      |                   |

| Germiston 22 settembre 2004                                          | Algeria   | 3 – 0 referto | Mali | Germiston Stadium |
| \| \| \| \| \| Sedhane 10’ Imloul 11’ Laouadi 46’ \| Marcatori \| \| |           |               |      |                   |
|                                                                      |           |               |      |                   |
| Sedhane 10’ Imloul 11’ Laouadi 46’                                   | Marcatori |               |      |                   |

| Germiston 22 settembre 2004                                                  | Nigeria   | 2 – 2 referto         | Camerun | Germiston Stadium |
| \| \| \| \| \| Nkwocha 10’ Uwak 69’ \| Marcatori \| 61’ Mekongo 74’ Bella \| |           |                       |         |                   |
|                                                                              |           |                       |         |                   |
| Nkwocha 10’ Uwak 69’                                                         | Marcatori | 61’ Mekongo 74’ Bella |         |                   |

| Germiston 25 settembre 2004                                             | Algeria   | 1 – 3 referto              | Camerun | Germiston Stadium |
| \| \| \| \| \| Imloul 11’ \| Marcatori \| 57’, 70’ Mbida 78’ Mekongo \| |           |                            |         |                   |
|                                                                         |           |                            |         |                   |
| Imloul 11’                                                              | Marcatori | 57’, 70’ Mbida 78’ Mekongo |         |                   |

| Pretoria 25 settembre 2004                                 | Nigeria   | 3 – 0 referto | Mali | Caledonian Stadium |
| \| \| \| \| \| Uwak 7’ Nkwocha 33’, 48’ \| Marcatori \| \| |           |               |      |                    |
|                                                            |           |               |      |                    |
| Uwak 7’ Nkwocha 33’, 48’                                   | Marcatori |               |      |                    |

### Fase a eliminazione diretta

#### Tabellone
|  | Semifinali | Semifinali    | Semifinali |         |         | Finale          | Finale          | Finale          |  |
|  |            |               |            |         |         |                 |                 |                 |  |
|  | 1A         | Ghana         | 0          |         |         |                 |                 |                 |  |
|  | 1A         | Ghana         | 0          |         |         |                 |                 |                 |  |
|  | 2B         | Camerun (dts) | 1          |         |         |                 |                 |                 |  |
|  | 2B         | Camerun (dts) | 1          |         | Camerun | Camerun         | 0               |                 |  |
|  |            |               |            |         | Camerun | Camerun         | 0               |                 |  |
|  |            |               | Nigeria    | Nigeria | 5       |                 |                 |                 |  |
|  | 1B         | Nigeria       | Nigeria    | Nigeria | 5       | 4               |                 |                 |  |
|  | 1B         | Nigeria       |            |         |         | 4               |                 |                 |  |
|  | 2A         | Etiopia       | 0          |         |         | Finale 3º posto | Finale 3º posto | Finale 3º posto |  |
|  | 2A         | Etiopia       | 0          |         |         |                 |                 |                 |  |
|  |            |               |            |         |         |                 |                 |                 |  |
|  |            |               |            |         |         | Ghana (dtr)     | Ghana (dtr)     | 0 (6)           |  |
|  |            |               |            |         |         | Ghana (dtr)     | Ghana (dtr)     | 0 (6)           |  |
|  |            |               |            |         |         | Etiopia         | Etiopia         | 0 (5)           |  |

### Semifinali
| Johannesburg 28 settembre 2004              | Ghana     | 0 – 1 (d.t.s.) referto | Camerun | Johannesburg Stadium |
| \| \| \| \| \| \| Marcatori \| 96’ Bella \| |           |                        |         |                      |
|                                             |           |                        |         |                      |
|                                             | Marcatori | 96’ Bella              |         |                      |

| Johannesburg 28 settembre 2004                                      | Nigeria   | 4 – 0 referto | Etiopia | Johannesburg Stadium |
| \| \| \| \| \| Uwak 3’, 43’ Ekpo 20’ Nkwocha 68’ \| Marcatori \| \| |           |               |         |                      |
|                                                                     |           |               |         |                      |
| Uwak 3’, 43’ Ekpo 20’ Nkwocha 68’                                   | Marcatori |               |         |                      |

### Finale terzo posto
| Johannesburg 2 ottobre 2004 | Ghana                | 0 – 0 (d.t.s.) referto                                 | Etiopia | Johannesburg Stadium |
| \| \| \| \| \| Ankrah Bayor Sulemana Ameneku Rumanatu Ofori Ama Avoe \| Tiri di rigore 6 – 5 \| Gebrekirstos Yasine Ali Addis Tutu Kemal Seifu Bezuhan \| |                      |                                                        |         |                      |
| |                      |                                                        |         |                      |
| Ankrah Bayor Sulemana Ameneku Rumanatu Ofori Ama Avoe | Tiri di rigore 6 – 5 | Gebrekirstos Yasine Ali Addis Tutu Kemal Seifu Bezuhan |         |                      |

### Finale
| Johannesburg 3 ottobre 2004                                            | Nigeria   | 5 – 0 referto | Camerun | Johannesburg Stadium |
| \| \| \| \| \| Nkwocha 15’, 35’, 42’, 60’ Okolo 83’ \| Marcatori \| \| |           |               |         |                      |
|                                                                        |           |               |         |                      |
| Nkwocha 15’, 35’, 42’, 60’ Okolo 83’                                   | Marcatori |               |         |                      |

## Statistiche

### Classifica marcatrici
9 reti
- Perpetua Nkwocha

4 reti
- Cynthia Uwak

3 reti
- Séraphine Mbida

2 reti
- Nabila Imloul
- Françoise Bella
- Stéphanie Mekongo
- Belay Tutu
- Akua Anokyewaa
- Bernice Asante
- Vera Okolo
- Nomsa Moyo

1 rete
- Naïma Laouadi
- Farida Sedhane
- Marceline Mete
- Feleke Addis
- Birtukan Gebrekirstos
- Anita Amenuku
- Adjoa Bayor
- Gloria Foriwa
- Fatoumata Diarra
- Man Keita
- Ajuma Ameh
- Effioanwan Ekpo
- Felicia Eze
- Portia Modise
- Veronica Phewa
- Marjory Nyaumwe